# يوهان يوستاخ فون فسترناخ
يوهان يوستاخ فون وسترناخ (بالألمانية: Johann Eustach von Westernach) (و. 1545 – 1627 م) هو سياسي ألماني، ولد في نوينديتيلسآو، توفي في باد مرغنت‌هايم، عن عمر يناهز 82 عاماً.

## مناصب
تولى منصب سيد فرسان تيوتون الأكبر ‏ (1627–1641)
.
| المناصب السياسية                   | المناصب السياسية                     | المناصب السياسية              |
| ---------------------------------- | ------------------------------------ | ----------------------------- |
| سبقه كارل من النمسا، أسقف فروتسواف | سيد فرسان تيوتون الأكبر ‏ 1627 - 1641 | تبعه يوهان كاسبار فون ستاديون |